# Tomoko Kami
Tomoko Kami (紙智子, Kami Tomoko) est une femme politique japonaise née le 13 janvier 1955. Figure du Parti communiste japonais, elle est élue à la chambre des conseillers du Japon au scrutin proportionnel.

## Jeunesse et études
Kami naît le 13 janvier 1955 à Sapporo. Elle obtient en 1975 un diplôme du département Arts et Métiers de l'Université Hokushō (en), à Ebetsu. Son premier travail est dans une entreprise textile, spécialisée dans la confection de blouses et de vêtements pour le personnel hospitalier, située dans la rue commerçante Tanukikōji (ja), à Sapporo.
Elle rejoint le Parti communiste japonais en 1975, s'inspirant de son frère.

## Carrière électorale
Elle commence sa carrière électorale en se présentant aux élections à la chambre des conseillers du Japon de 1986 (en), sans succès. Elle se présente également aux élections de la chambre des conseillers de 1992 (en) et de 1998 (en), sans succès,. Elle se présente également aux élections législatives japonaises de 1993, de 1996 et de 2000, toujours sans succès.
Elle est enfin élue le 29 juillet 2001, à l'issue des élections à la chambre des conseillers du Japon de 2001 (en). Elle est élue à la représentation proportionnelle nationale, et est réélue en 2007 (en), en 2013 et en 2019. Au sein de la chambre des conseillers, elle siège dans plusieurs commissions, comme celle de l'agriculture, des forêts et des pêches, mais également le comité spécial du nord d'Okinawa et le comité spécial de reconstruction du grand séisme de l'est du Japon.
Kami siège au comité permanent du Parti communiste japonais, et dirige le bureau de l'agriculture, des forêts et de la pêche du parti.
Elle annonce sa retraite de la vie politique en novembre 2024, ne cherchant pas sa réélection pour les élections à la Chambre des conseillers du Japon de 2025.

## Prises de position
Kami s'oppose fortement à l'accord de partenariat transpacifique, s'inquiétant de ses conséquences sur les travailleurs japonais, aussi bien dans le domaine de l'agriculture que dans le domaine médical. Elle argumente notamment qu'une levée des frais de douanes conduira à une réduction des emplois et à une baisse des salaires, en raison de la concurrence établie. 
Comme plusieurs personnalités du Parti communiste japonais, Kami est opposée à l'utilisation de l'énergie nucléaire, qu'elle soit militaire ou civile; et souhaite favoriser grandement les énergies renouvelables.

## Vie personnelle
Kami est une amatrice de volley-ball, qu'elle a pratiqué dans sa jeunesse, tout d'abord dans l'équipe de son lycée, puis dans celui de son entreprise.
Elle épouse en 1997 Katsuto Ochiyama, un homme âgé de quinze années de plus qu'elle. Ce dernier décède en 2012, à l'âge de 72 ans.